# Jitzchak Kadouri

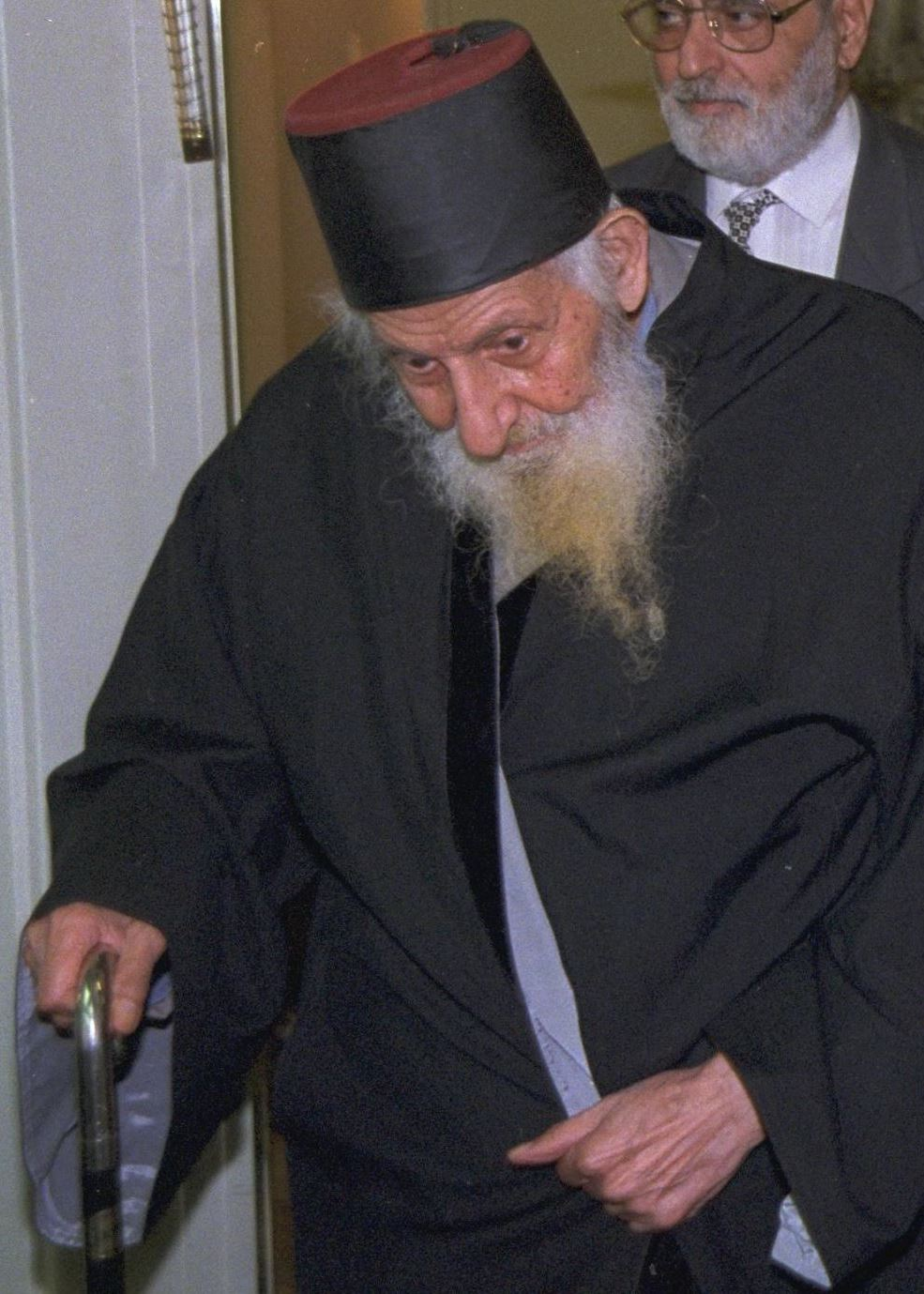
Rabbi Jitzchak Kadouri

Jitzchak Kadouri, auch Yitzhak Kaduri (hebräisch יצחק כדורי‎; arabisch: إسحاق الخضوري; geboren am 7. September 1898 in Bagdad als Yitzchak Diba; gestorben am 28. Januar 2006 in Jerusalem) war ein orthodoxer Rabbiner in Israel.

## Leben
Geboren im Osmanischen Reich als Sohn des Gewürzhändlers Ze’ev Diba. Der Geburtstag war ein Samstag im Monat Tischri, in den Tagen zwischen Sukkot, bekannt als Chol HaMoed.
Schon in jungen Jahren maß Kaduri der Tora große Bedeutung bei. Er war Schüler von Ben Ish Chai (Rabbi Yosef Chaim von Bagdad) und studierte an der Zilka Jeschiwa in Bagdad.
1922 ins britische Protektorat Palästina ausgewandert, änderte er seinen Namen. Er trat in die britische Armee ein und arbeitete als Übersetzer. Nach dem Militärdienst ging er zur Shoshanim Ledavid Yeshiva für Kabbalisten im Irak, später studierte er an der Porat Yosef Yeshiva in der Altstadt Jerusalems mit Saliman Elijahu, Vater von Mordechai Elijahu. Nachdem das jüdische Viertel 1948 im Palästinakrieg in die Hände der jordanischen Armee gefallen war, zog er ins Bucharim-Viertel. Dort setzte er seine Studien fort und arbeitete als Buchbinder, was er schon in Bagdad gelernt hatte. Rabbi Kaduri war bekannt für sein fotografisches Gedächtnis und sein Wissen über den Talmud, Raschi und Tosafot. Selbst publizierte er jedoch keine Bücher. Zwar schrieb er über die Kabbala, veröffentlichte seine Schriften jedoch nur zu privaten Zwecken.
In den 1960er Jahren, nach dem Tod von Rabbi Ephraim Cohen, eines Führers der Porat Yosef Yeshiva, begann seine Popularität zu wachsen. Im Laufe der Jahre besuchten ihn tausende Menschen, um ihn um Rat zu fragen, um Heilung zu bitten oder Amulette weihen zu lassen. Er lehrte die Geheimnisse der Kabbala-Amulette von Yehuda Patia. Seine Nachfolger erzählten auch von Wundern.
Kaduris erste Frau, Sarah, starb 1990. 1993 heiratete er Rabbanit Dorit Kaduri. Sein Sohn, Rabbi David Kaduri, gründete die Jeschiwa Yeshivat Nachalat Yitzchak.
In seinen letzten Lebensjahren wurde er mehrfach für politische Zwecke angesprochen. 1996 nahm Rabbi Kaduri an Veranstaltungen der Shas-Partei teil, für die er auch Amulette weihte. 1997 besuchte Benjamin Netanjahu Kaduris Synagoge.
Im Januar 2006 erkrankte Rabbi Kaduri an einer Lungenentzündung und verstarb am 28. Januar 2006. An seiner Beerdigung auf dem Har HaMenuchot tags darauf nahmen mehr als 200.000 Menschen teil.

## Der Jüdische Messias
Vor seinem Tod teilte Kadouri mit, dass er den Jüdischen Messias vor einem Jahr getroffen habe und dass dieser bald nicht nur erscheinen, sondern vielmehr zurückkehren würde. Es bestehen unbestätigte Vermutungen, Kadouri habe eine handschriftliche Notiz hinterlassen, die ein Jahr nach seinem Tod geöffnet werden solle. Eine eingescannte handschriftliche Notiz wurde auf seiner Website für kurze Zeit veröffentlicht. Auf ihr stand zu lesen: "ירים העם ויוכיח שדברו ותורתו עומדים" (deutsch: Er wird das Volk aufrichten und bestätigen, dass sein Wort und seine Lehre Bestand haben). Ein aus diesem Text gebildetes Akrostichon ergibt die Lesung יהושוע (Jehoschua), was von einigen auf Jesus gedeutet wird.